# Tesorero

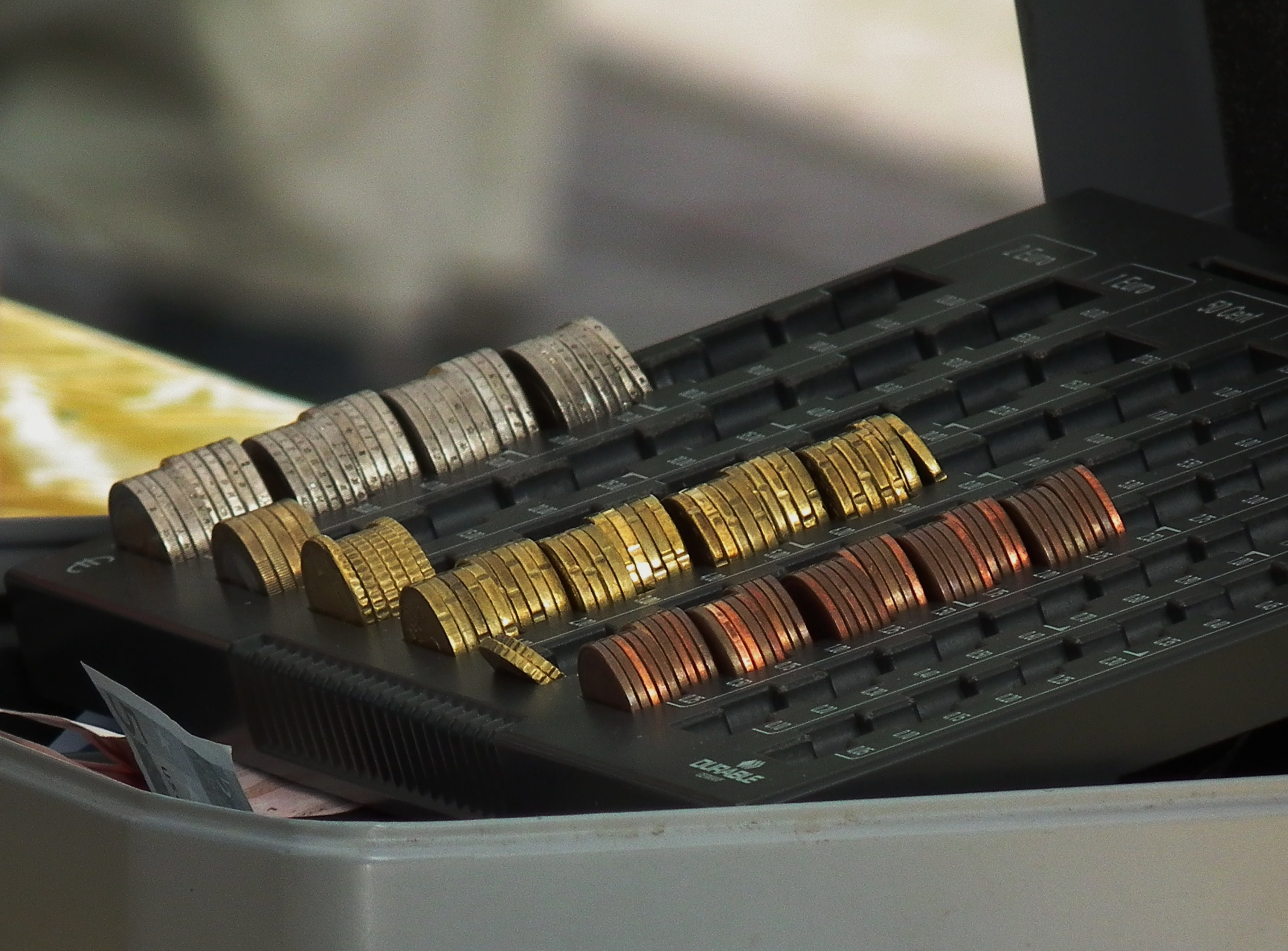
Imagen descriptiva de un tesorero. Inserto de monedas de euro en una caja registradora

Tesorero (del latín thesaurarĭus) es la denominación histórica del oficio de corte o funcionario encargado de la custodia y administración del Tesoro de reyes y emperadores; tuviera o no vinculada la recaudación de impuestos. En la organización tradicional de la iglesia, "tesorero" era el canónigo cuyo cometido era la custodia de las reliquias y demás objetos valiosos. Por extensión, también se denomina "tesorero" al cargo corporativo que, en cualquier institución que maneje fondos (como una empresa o una asociación de cualquier tipo), tiene como función de gestionar y dirigir los asuntos relacionados con los movimientos económicos o flujos monetarios.

## Historia

### Funcionarios de la corte egipcia
En la administración del faraón existía un funcionario, de nivel similar al del chaty, cuyo cargo (Imi-ra jetemet, literalmente "supervisor del sello" o "de las cosas selladas") suele traducirse como "tesorero" (véase Supervisor del Tesoro, Funcionarios del Antiguo Egipto, Montuhotep).

### Magistrados de la Antigua Grecia
En la antigua Grecia había distintos magistrados con las funciones correspondientes a la recaudación de impuestos y la administración y custodia de los caudales públicos. Entre ellos estaban los tamiai, los hellenotamiai, los kolakretai y los apodektai.
Harpalo, Coerano y Filoxeno aparecen citados como tesoreros reales o "custodios" del tesoro de Alejandro Magno.

### Magistrados romanos y bizantinos
Los romanos disponían también de tesoreros a los que llamaban cuestor, y los había de dos tipos:
- Quaestores aerarii, cuestores civiles para gestionar y controlar el tesoro público (Aerarium) del templo de Saturno.
- Cuestores militares (para la gestión de las arcas del ejército romano).

Cada cónsul y cada gobernador provincial nombraba cuestores. También hubo cuestores para la gestión de las bases navales.
El Fiscus (tesoro del emperador) era gestionado por un rationalis (junto con otras figuras, como el rationibus y el magister rei privatae), sustituido en el Bajo Imperio por un comes sacrarum largitionum ("conde de la sagrada dádiva") o comes ton theion thesauron (κόμης τῶν θείων θησαυρῶν, "conde de los sagrados tesoros"), que a su vez fue sustituido, en época bizantina por el sacelario (σακελλάριος) y el logothetes tou genikou (λογοθέτης τοῦ γενικοῦ).

### Almojarife y contador
En la Corona de Castilla de la Baja Edad Media se denominaban almojarifes; y posteriormente contador mayor.
Con el término contaduría (que actualmente se aplica a la denominación de una disciplina relativa a la información financiera, cuyo profesional es el contador público) el uso tradicional englobaba tanto el oficio de contador (término que actualmente se aplica a distintos aparatos medidores) como su oficina donde se lleva la cuenta y razón de los caudales o gastos de una institución, administración, etc., especialmente la de los espectáculos públicos donde se venden anticipadamente o con sobreprecio las entradas, o la contaduría de hipotecas, equivalente al registro de la propiedad. La que más propiamente se ajustaba a la condición de tesorería pública eran las denominadas contaduría de provincia, donde se lleva la cuenta y razón de las contribuciones de cada pueblo y de los productos de las rentas públicas, en la provincia en donde se halla establecida y contaduría general, para reconocer y calificar todas las cuentas de los caudales del rey y del fisco, relativos al ramo particular para el que estaba establecido, y del cual tomó su denominación (por ejemplo, la contaduría general de las Órdenes -del Consejo de las Órdenes-, las varias del Consejo de Hacienda, o las subordinadas a un tribunal). Propias del Antiguo Régimen en España, fueron reformadas o suprimidas en la Edad Contemporánea.
Las cecas eran dirigidas por un tesorero, que frecuentemente era el que las había arrendado mediante subasta. En 1732 todos los oficios de las cecas, incluido el de tesorero, se incorporaron a la Real Hacienda, fijándoseles sueldos.

### Tesoro de Su Majestad y Lord del Tesoro
En la Inglaterra medieval y el moderno Reino Unido.

### Ferme générale
En la Francia del Antiguo Régimen los fermiers généraux eran los financieros que se encargaban de la recaudación de los impuestos indirectos.

### Hofmarschall y Reichspfenningmeister
En el Sacro Imperio Romano Germánico.

### Magister tavarnicorum
En el Reino de Hungría desde el siglo XII (tárnokmester en húngaro).

### Receiver General
La denominación Receiver General ("recaudador general"), alternativa a la de "tesorero", se utiliza en Canadá y en algunas zonas de Inglaterra (Cornualles, Ducado de Lancaster e Isla de Man).

### Defterdares turcos
En el Imperio otomano.

### China imperial
En el Imperio chino había distintos tipos de tesoreros (de rango "imperial",  "nacional" y "provincial") encuadrados en la sofisticada burocracia imperial, de la que la rama encargada de los asuntos económicos era denominada Hù Bù (户部).

## Mercado laboral
- Trabajar como funcionario del estado como tesorero-interventor.
- Trabajar para asociaciones, fundaciones o empresas privadas.